# PH-metria esofágica

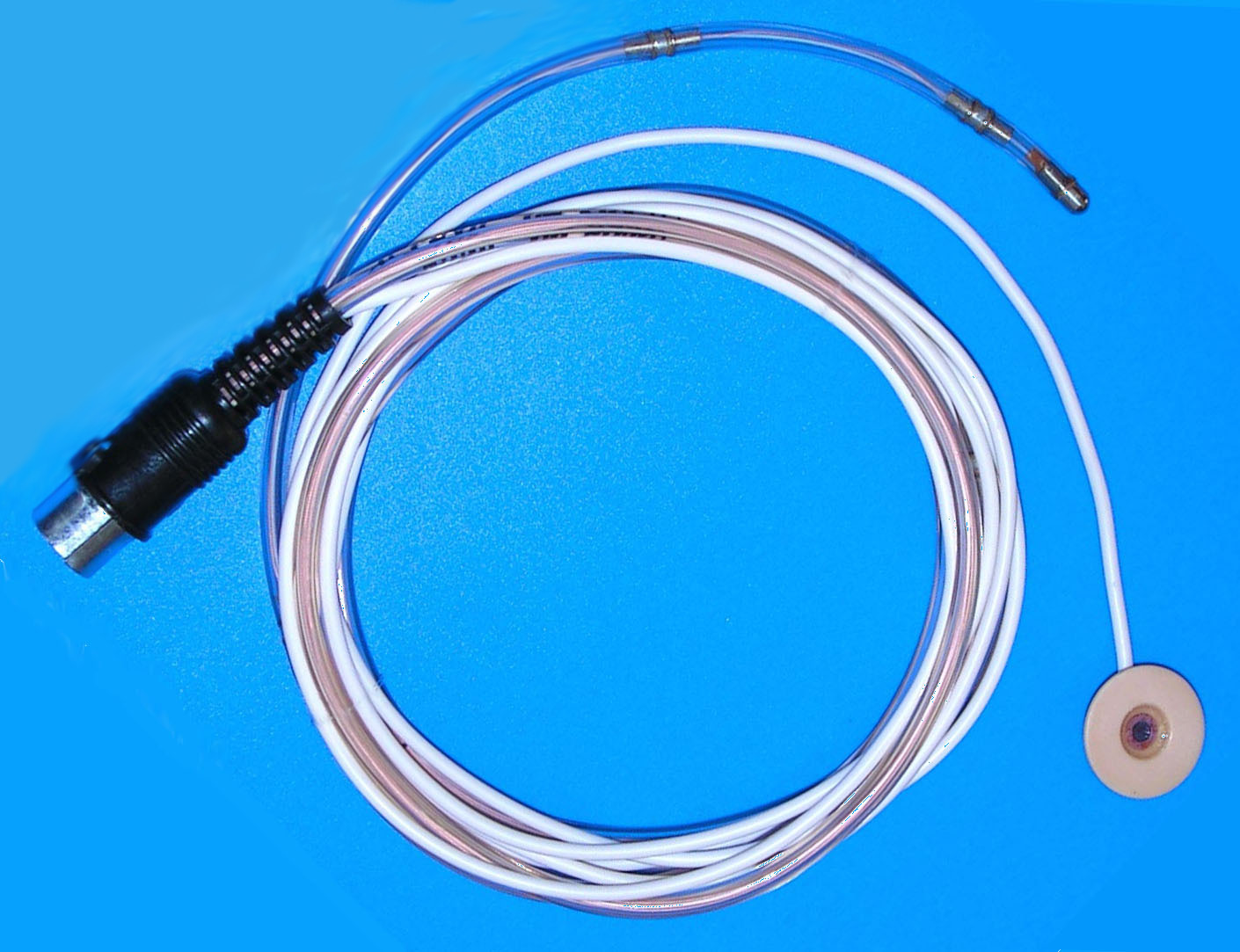
Sonda usada em pH-metria esofágica para medir a acidez do esófago

Uma pH-metria esofágica é uma prova de diagnóstico em que é medida a acidez do esófago e medido o tempo em que o esófago está exposto a determinados níveis de acidez. A prova destina-se a diagnosticar problemas de refluxo gastroesofágico e alterações nos mecanismos normais de limpeza do esófago. É geralmente realizada durante 24 horas em regime de ambulatório, sendo introduzida nas narinas uma sonda com um sensor que é ligada a um equipamento de registo portátil.